# Olonets
Olonets (en russe : Олонец ; en finnois : Aunus, en olonetsien : Anuksenlinnu ou Anus) est une ville de la république de Carélie, en Russie, et le centre administratif du raïon d'Olonets.
Au 1er janvier 2020, sa population compte 8 026 habitants.

## Géographie
Olonets est située sur la rivière Olonka, à 15 km à l'est de la rive du lac Ladoga et à 117 km — 153 km par la route — au sud-ouest de Petrozavodsk.

## Histoire
Olonets est la plus ancienne localité de Carélie, citée par des sources de Novgorod dès 1137. Son histoire est plutôt obscure jusqu'en 1649. Ce n'est alors qu'une forteresse construite pour protéger la Moscovie contre les Suédois. La même année, Olonets reçut le droit de cité. Jusqu'à la Grande Guerre du Nord, Olonets se développa comme l'un des principaux marchés de Russie pour le commerce avec la Suède. Au sud de la ville, s'étendait une ceinture d'abbayes fortifiées, dont le monastère Saint-Alexandre-de-Svir, le plus important.
Au XVIIIe siècle, l'industrie sidérurgique supplanta le commerce comme source de la prospérité d'Olonets. En 1773, la ville devint le chef-lieu administratif du gouvernement d'Olonets. Mais onze ans plus tard, Petrozavodsk devint la nouvelle capitale régionale et Olonets commença à décliner.
Olonets figure aujourd'hui parmi les villes historiques de Carélie. C'est aussi la seule ville de la république où les Caréliens soient majoritaires (plus de 60 pour cent). En 1999, la ville a célébré son 350e anniversaire.

## Population
Recensements (*) ou estimations de la population

### Évolution démographique
| 1856  | 1897* | 1913  | 1926* | 1959* | 1970* |
| ----- | ----- | ----- | ----- | ----- | ----- |
| 1 200 | 1 246 | 2 000 | 1 701 | 5 009 | 7 756 |

| 1979*  | 1989*  | 2002*  | 2010* | 2012  | 2013  |
| ------ | ------ | ------ | ----- | ----- | ----- |
| 10 404 | 11 888 | 10 240 | 9 056 | 8 818 | 8 645 |

| 2014  | 2015  | 2016  | 2017  | 2018  | 2019  |
| ----- | ----- | ----- | ----- | ----- | ----- |
| 8 402 | 8 249 | 8 162 | 8 130 | 8 091 | 8 070 |

| 2020  | - | - | - | - | - |
| ----- | - | - | - | - | - |
| 8 026 | - | - | - | - | - |

### Groupes ethniques
|             | Population | %     |
| ----------- | ---------- | ----- |
| Caréliens   | 5827       | 58 %  |
| Russes      | 3720       | 37 %  |
| Biélorusses | 211        | 2 %   |
| Ukrainiens  | 157        | 1,5 % |
| Finlandais  | 126        | 1,3 % |

## Villes jumelles
| Ville | Ville      | Pays | Pays     |
| ----- | ---------- | ---- | -------- |
|       | Hyrynsalmi |      | Finlande |
|       | Mikkeli    |      | Finlande |
|       | Puolanka   |      | Finlande |
|       | Ristijärvi |      | Finlande |

## Personnalités liées à la ville
- Johann Friedrich Blank (1708–1745), Architecte
- Witold Pilecki (1901-1948), résistant polonais y est né.
- Walery Mroczkowski (1840-1889), photographe polonais et militant anarchiste.

## Galerie

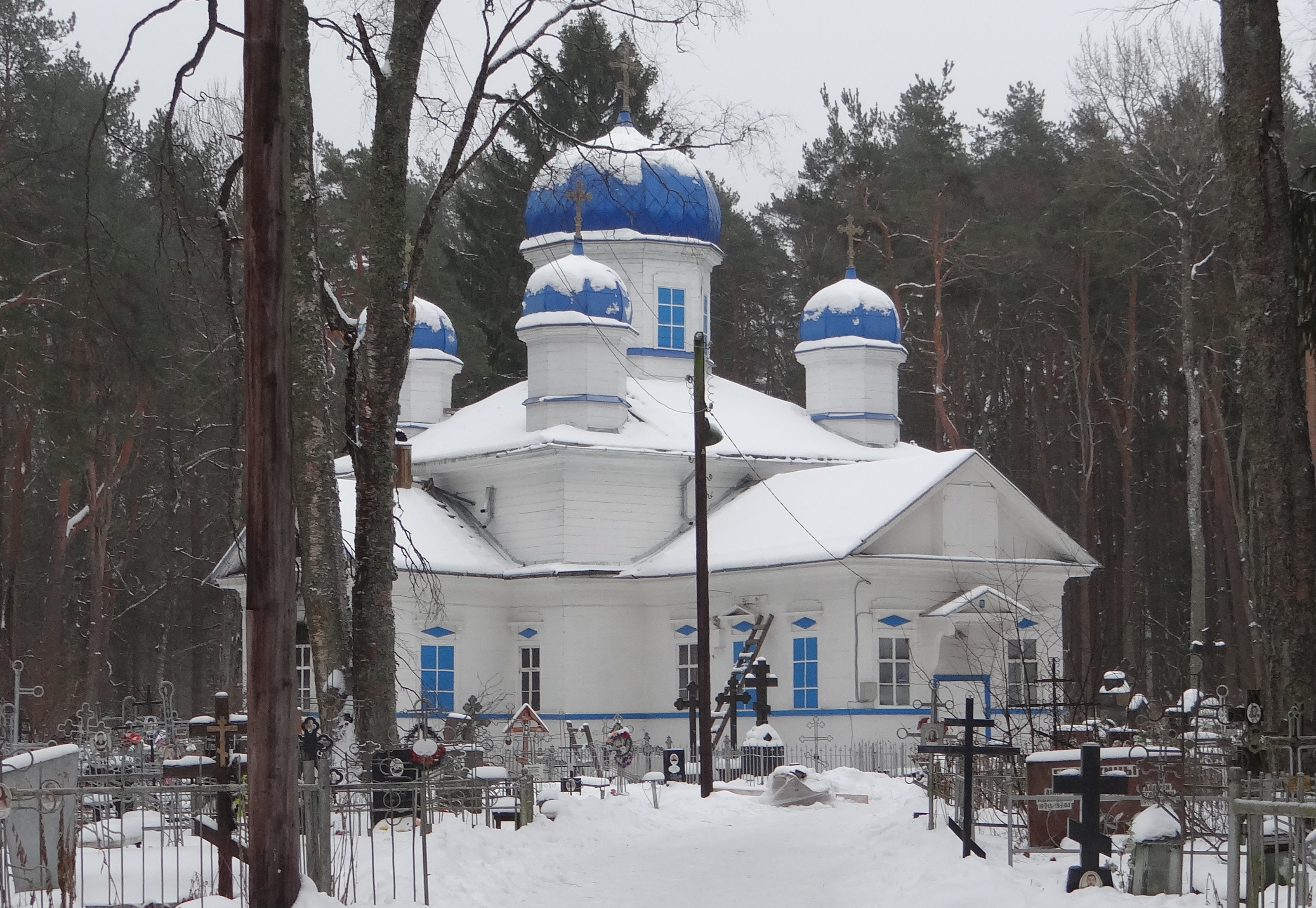
Église de la Dormition.
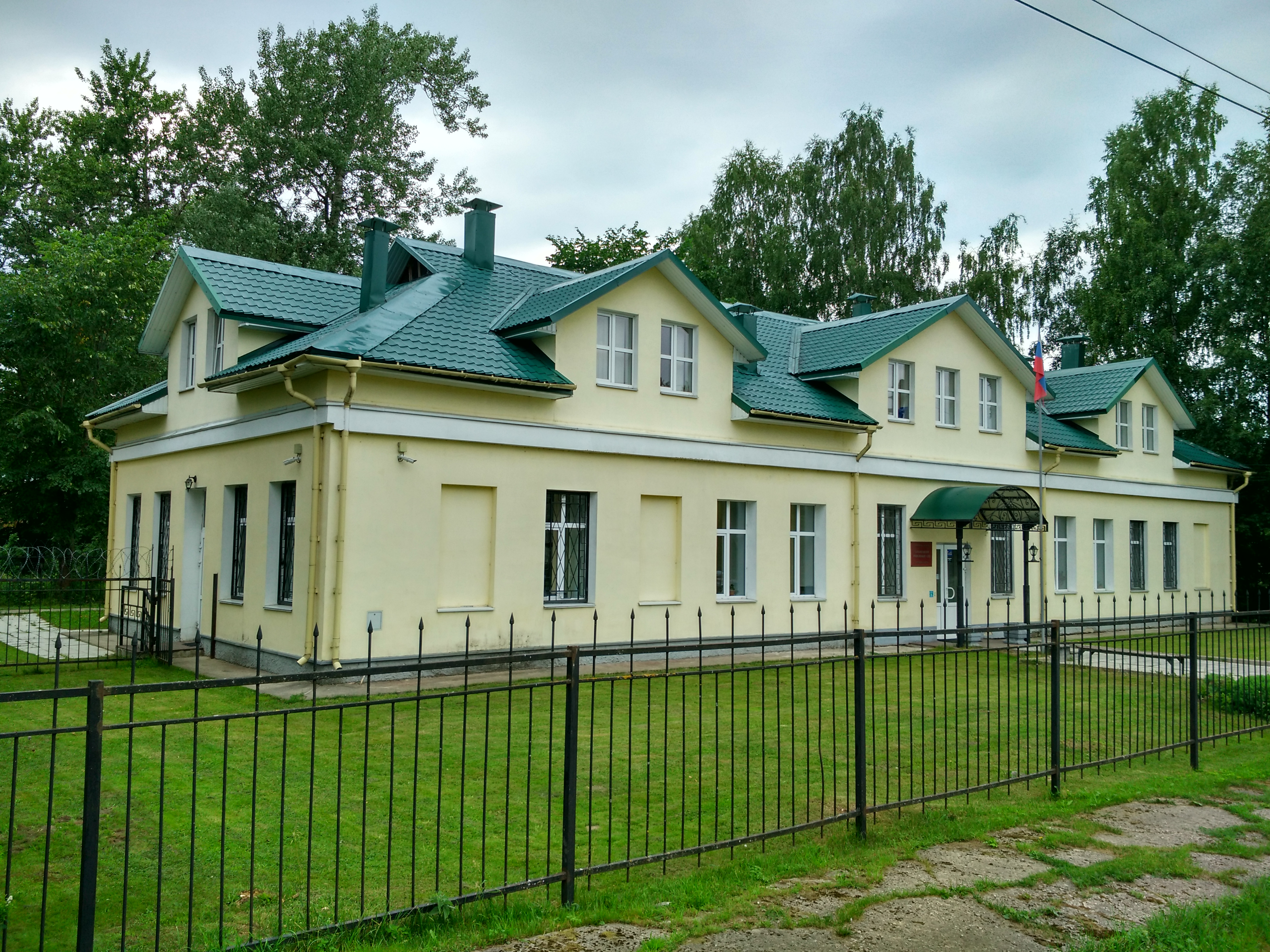
Tribunal de district.
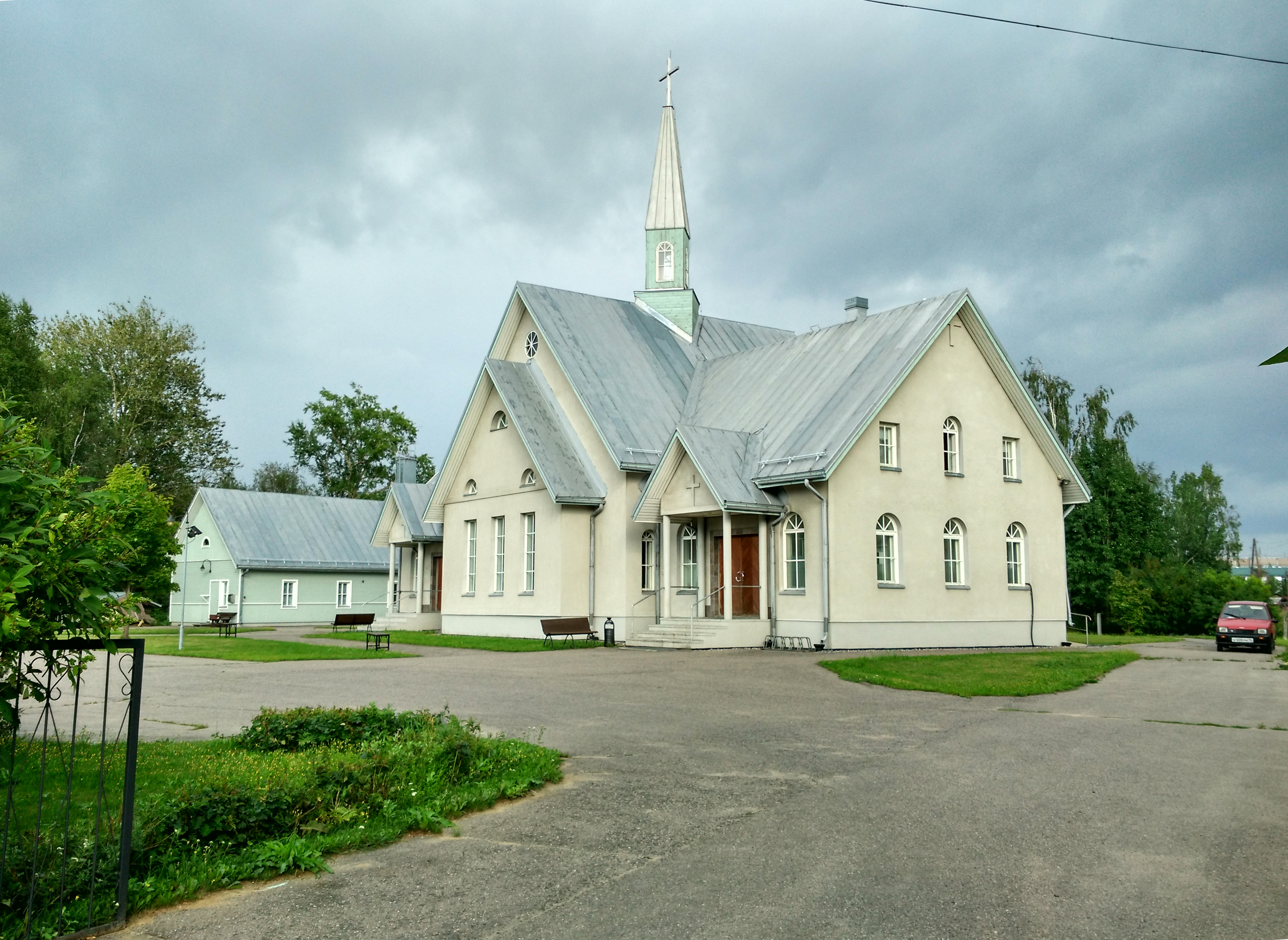
Église luthérienne de la Sainte Croix[5].
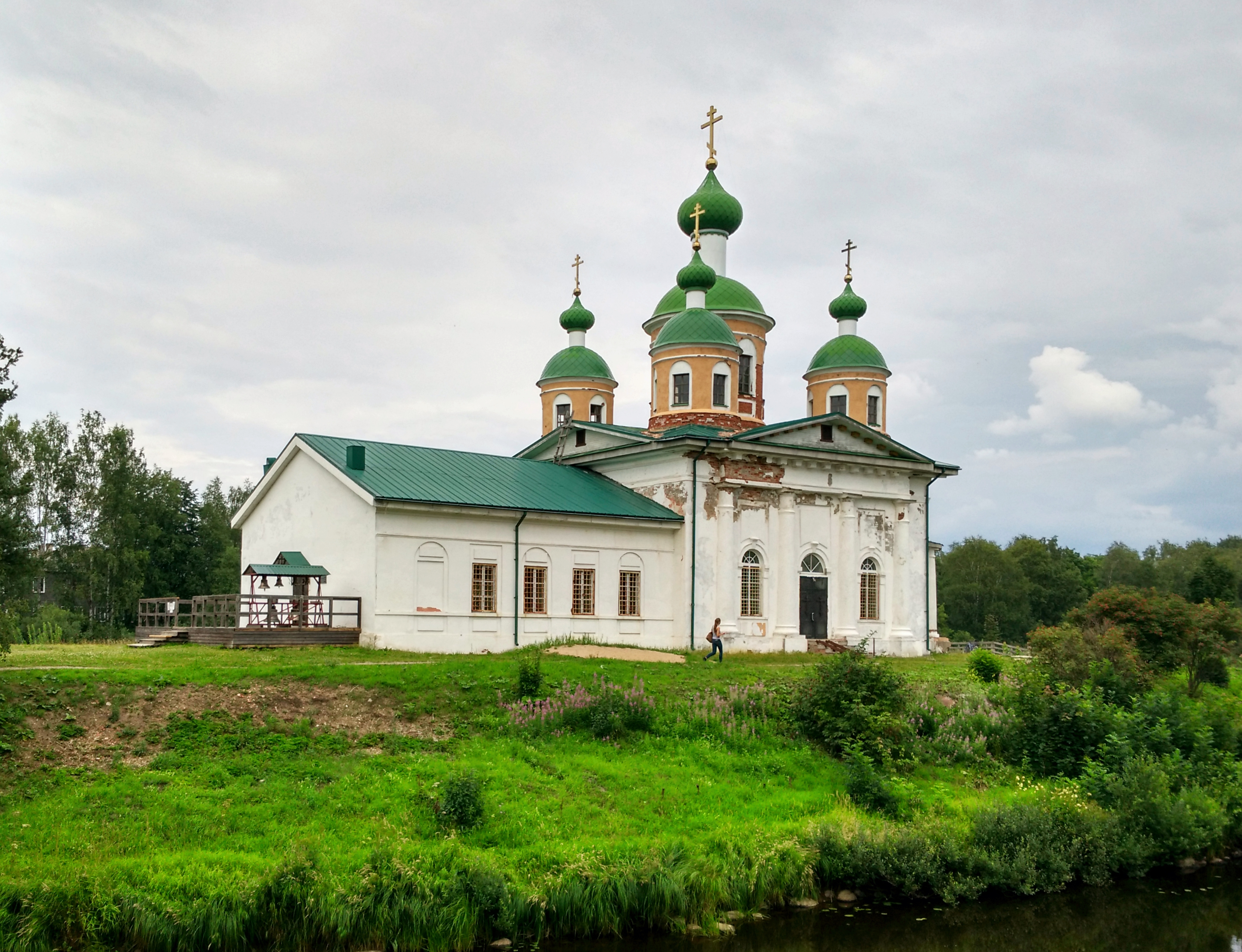
Cathédrale ND de Smolensk.